# Neosmilaster steineni
Neosmilaster steineni is een zeester uit de familie Asteriidae.
De wetenschappelijke naam van de soort werd in 1885 gepubliceerd door Théophile Rudolphe Studer.